# Gyrodonta flavomaculata
Gyrodonta flavomaculata là một loài tò vò trong họ Ichneumonidae.